# 007 First Light
007 First Light es un próximo videojuego de acción y aventura desarrollado y publicado por IO Interactive bajo la licencia de Amazon MGM Studios, Metro-Goldwyn-Mayer y Eon Productions. Basado en la franquicia de James Bond, contará una narrativa original inspirada en las novelas y relatos de Ian Fleming, así como en la longeva franquicia cinematográfica protagonizada por el personaje. El juego narrará el origen de James Bond, quien se embarcará en una misión que debe completar para obtener su licencia para matar.
Tras el lanzamiento de 007 Legends en octubre de 2012, Metro-Goldwyn-Mayer y Eon Productions revocaron la licencia no exclusiva de Activision para producir videojuegos de James Bond, lo que provocó una larga pausa en la producción de videojuegos que adaptaran la franquicia. MGM, Eon e IO Interactive anunciaron el desarrollo de un nuevo juego de James Bond en noviembre de 2020. El juego entró en plena producción en IOI tras la finalización de Hitman 3 (2021) y se reveló por completo en junio de 2025.
Está previsto que 007 First Light se lance para Nintendo Switch 2, PlayStation 5, Windows y Xbox Series X/S en el año 2026.

## Premisa
007 First Light presentará una narrativa original que se inspira en las novelas y cuentos de Ian Fleming y la franquicia cinematográfica de larga duración protagonizada por el personaje del mismo nombre. Descrito como una historia de origen del personaje, el juego seguirá a un joven e inexperto James Bond, retratado como un hombre de 26 años, que es un agente del MI6 al que se le asigna una misión que, cuando se complete con éxito, le otorgará su estado 00. La historia también contará con versiones más jóvenes de personajes icónicos como M, Q y Moneypenny, reimaginados para reflejar sus roles en la conformación de la carrera temprana de Bond.

## Desarrollo
007 First Light es el primer juego importante protagonizado por James Bond luego de una larga pausa provocada por el fracaso crítico y comercial de 007 Legends (2012), que vio a la editora Activision ver revocada su licencia no exclusiva para producir videojuegos usando la propiedad intelectual de James Bond por Eon Productions y Metro-Goldwyn-Mayer en enero de 2013.
IO Interactive, desarrolladora de la serie Hitman, se reunió con Eon Productions para presentar su propia visión de un videojuego de James Bond mientras desarrollaban Hitman 3 (2021). Según el presidente de la compañía, Hakan Abrak, el estudio tenía la impresión de que «[Eon] no buscaba un juego», ya que no estaban satisfechos con el estilo de acción y la jugabilidad de los últimos juegos de Bond para consola de Activision. El director creativo Christian Elverdam afirmó que dejar de depender de armas para completar misiones fue una parte integral de la propuesta del estudio a Eon, citando su trabajo en Hitman como un juego en el que se desalentaban activamente las soluciones violentas, como un ejemplo de cómo IO Interactive convenció a Eon de que había una «sofisticación en la forma en que los desarrolladores abordaron el juego de espionaje.
El desarrollador también enfatizó su interés en buscar una interpretación original de James Bond divorciado de cualquiera de las encarnaciones literarias y cinematográficas anteriores del personaje, ya que deseaban aplicar un esfuerzo similar a la creación de su propia narrativa para una IP existente como lo hicieron para cualquiera de sus proyectos y personajes originales. Esto incluye la imagen del propio James Bond, que no se derivará de ninguno de los actores que lo interpretaron en la película, una novedad para el personaje en capacidad jugable desde James Bond 007: Agent Under Fire (2001).